# خامتاي سيفاندون
خامتاي سيفاندون (8 فبراير 1924 - 2 أبريل 2025) هو رئيس سابق لدولة لاوس (من 24 فبراير 1998) عمل سابقاً كسكرتير عام أو زعيم للحزب الثوري اللاوسي، الحزب القانوني الوحيد في لاوس من 24 نوفمبر 1992 حتى 21 مارس 2006 يتوقع الجميع منه التنحي عن منصب الرئاسة في 30 ابريل 2006 مع حلول انتخابات الجمعية الوطنية. كان مسيطراً تماماً على الحكومة اللاوسية في 1975 كان في ذلك الوقت وزير الدفاع وقائد الجيش ونائب رئيس الوزراء.
عندما أصبحت هناك جمهورية رئاسية في 1991 أصبح رئيساً للوزراء في ذلك الوقت كان رئيس حزب التقدم هو كايسون فومفيهان الذي أصبح رئيس لاوس فيما بعد. أصبح الجنرال خامتاي سيفانتون أقوى رجل في الدولة في الوقت الذي كان يموت فيه كايسون ،وخلفه نوهاك فومسافان كرئيس.

## روابط خارجية
- خامتاي سيفاندون على موقع الموسوعة البريطانية (الإنجليزية)
- خامتاي سيفاندون على موقع مونزينجر (الألمانية)

| رؤساء جمهورية لاوس | رؤساء جمهورية لاوس | رؤساء جمهورية لاوس | رؤساء جمهورية لاوس | رؤساء جمهورية لاوس | رؤساء جمهورية لاوس | رؤساء جمهورية لاوس | رؤساء جمهورية لاوس |
| ------------------ | ------------------ | ------------------ | ------------------ | ------------------ | ------------------ | ------------------ | ------------------ |
| سوفانوفونج         | فومي فونجفيتشيت    | كايسون فومفيهان    | نوهاك عقيلته       | خامتاي سيفاندون    | تشومالي ساياسوني   | بونغ نانغ فوراشيث  | ثونجلون سيسوليث    |
| 1991-1975          | 1986‑1991          | 1991‑1992          | 1992‑1998          | 1998‑2006          | 2006‑2016          | 2021-2016          | 2012-الأن          |